# カトゥロ・カスティージョ
カトゥロ・カスティージョ（Ovidio Cátulo González Castillo, 1906年8月6日 - 1975年10月19日）は、アルゼンチンの作曲家。タンゴの楽曲「たそがれのオルガニート」 Organito de la tarde の作曲で知られる。また、タンゴの楽曲 「最後の酔い」 の作詞としても有名である。

## 略歴
裕福な家庭に生まれ、ボクシング選手であったこともあったが、1924年レコード会社のタンゴコンクールで、「たそがれのオルガニート」 で第二位に入賞する。この曲は、今でも頻繁に聴けるタンゴの曲である。
タンゴについては、作曲よりも作詞で名声を上げる。また、ミロンガやバルス・タンゴの作詞もある。タンゴのインターネットサイトの Todotango に、カスティージョ作詞の80曲ほどがある。

## 主な作品

### 作曲
- たそがれのオルガニート Organito de la tarde

### 作詞
- マリア　María
- 最後の酔い　La última curda
- ティンタ・ロハ  Tinta roja